# Seabiscuit
Seabiscuit é um filme estadunidense de 2003, dos gêneros drama biográfico de esporte, dirigido por Gary Ross, que escreveu o roteiro baseado livro de não ficção Seabiscuit: An American Legend, de Laura Hillenbrand.
Conta a história de Seabiscuit, um cavalo puro-sangue inglês, cujo sucesso inesperado no turfe tornou-o muito popular nos Estados Unidos durante a Grande Depressão.

## Sinopse
Charles Howard é um milionário que ganhou um cavalo de pequeno porte e indisciplinado, chamado Seabiscuit, que nunca teve grande destaque nas corridas. Howard decide treiná-lo de forma a torná-lo competitivo, contratando para tanto o jóquei Red Pollard e o treinador Tom Smith, conhecido no meio por sua capacidade de se comunicar com cavalos. Juntos eles conseguem transformar Seabiscuit no cavalo do ano em 1938, durante a Grande Depressão, chamando a atenção da população americana para sua história de sucesso.

## Elenco
- Tobey Maguire — John 'Red' Pollard
- Jeff Bridges — Charles S. Howard
- Chris Cooper — Tom Smith
- Elizabeth Banks — Marcela Howard
- Royce D. Applegate — Dutch Doogan
- William H. Macy — Tick Tock McGlaughlin
- Gary Stevens — George Woolf
- Eddie Jones — Samuel Riddle
- Alley Lollar — Seabiscuit
- Chris McCarron — Charley Kurtsinger
- David McCullough — Narrador
- Valerie Mahaffey — Annie Howard
- Kingston DuCoeur — Sam
- Ed Lauter — Charles Strub
- Gianni Russo — Alberto Gianini
- Sam Bottoms — Sr. Blodget
- Dyllan Christopher — Frankie Howard
- Michael O'Neill — Sr. Pollard
- Annie Corley — Sra. Pollard
- Michael Angarano —. Red Pollard - jovem
- Peter Jason — Repórter Max
- John Walcutt — Repórter Roy
- Robin Bissell — Horace Halsteder

## Produção
O filme foi rodado em Santa Anita Park em Arcadia, Califórnia, Keeneland Race Course em Lexington, Kentucky e Saratoga Race Course em Saratoga Springs, Nova Iorque. Keeneland foi escolhido para parecer com Pimlico Race Course porque Pimlico tinha mudado dramaticamente fisicamente desde os tempos de Seabiscuit. O filme também marca a segunda colaboração entre o diretor Gary Ross e os atores Tobey Maguire e William H. Macy, que trabalharam juntos no filme de 1998 de Ross Pleasantville. O ator Tobey Maguire recebeu o cachê de US$12 milhões para atuar em Seabiscuit, mas em momento algum montou cavalos de verdade em suas cenas, e sim cavalos robotizados. Esta foi uma das exigências de seu contrato com os produtores, de forma a evitar que possíveis acidentes ocorressem. Gary Stevens e Chris McCarron são dois jóqueis profissionais de sucesso, que atuam em pequenos papéis em Seabiscuit. Cerca de 40 cavalos foram utilizados durante as filmagens de Seabiscuit, sendo 10 reservados exclusivamente para serem Seabiscuit nas telas.

## Resposta da crítica
O filme recebeu críticas positivas dos críticos. No site da revisão Rotten Tomatoes, 77% dos críticos deram as resenhas de filmes positivos, com base em 199 opiniões, e uma classificação média de 7.1/10, com o consenso: "A afirmação da vida, se sacarina, o tratamento épico de uma figura espírito de levantamento na história do esporte ".

## Prêmios e indicações
Óscar 2004 (EUA)
- Indicado nas categorias de melhor filme[carece de fontes?], melhor roteiro adaptado[carece de fontes?], melhor som[carece de fontes?], melhor edição[carece de fontes?], melhor figurino[carece de fontes?], melhor direção de arte[carece de fontes?] e melhor fotografia[carece de fontes?].

Globo de Ouro 2004 (EUA)
- Indicado nas categorias de melhor filme - drama e melhor ator coadjuvante (William H. Macy)[carece de fontes?]

Grammy (EUA)
- Indicado na categoria de melhor trilha sonora - filme/TV[carece de fontes?]